# Saint-Marcel-de-Careiret
Saint-Marcel-de-Careiret é uma comuna francesa na região administrativa de Occitânia, no departamento de Gard. Estende-se por uma área de 10,17 km². Em 2010 a comuna tinha 864 habitantes (densidade: 85 hab./km²).